# Torrazzo
Torrazzo (Torass in piemontese) è un comune italiano di 192 abitanti della provincia di Biella in Piemonte. Il territorio comunale è caratterizzato dalla presenza della Serra morenica di Ivrea.

## Storia
Le origini di Torrazzo sono antiche, il nome di origine celto-ligure rimanda alla presenza di un antico torrione, poi incorporato nel campanile della chiesa.
Tradizionalmente si ritiene che fosse diviso in tre “castelli” (Castello, Castellazzo e Castelletto) rivolti verso il Biellese, in quanto era l'unico insediamento salasso sul versante orientale della Serra d'Ivrea e perciò ostile ai paesi Vittimuli presenti più a valle, tra i torrenti Olobbia, Viona ed Elvo. Sono stati ritrovati embrici romani, cocci, vasi e pietre sepolcrali risalenti al I o II secolo d.C., nel giugno del 1955 in occasione degli scavi per la realizzazione dell'acquedotto in regione Chiusure. 
Durante il Medioevo Torrazzo appartenne alla castellata di Burolo, nel territorio del vescovo di Ivrea; passò successivamente al libero comune di Vercelli (secoli XII-XIII), quindi ai marchesi Avogadro (secoli XV e XVI) che lo cedettero poi ai conti Perrone di San Martino (secolo XVII) e infine ai conti Castelnuovo di Vercelli (secolo XVIII). Nel 1723 il re Vittorio Amedeo II investì Carlo Felice Castelnuovo quale conte di Torrazzo.
Tra il 1943-1945 fu teatro di sanguinose lotte tra truppe partigiane e nazifasciste e molti torrazzesi caddero in combattimenti.
 Don Francesco Cabrio, che era parroco di Torrazzo da un mese, fu fucilato alle spalle mentre interveniva a favore di due ragazzi del paese, catturati dai fascisti della 2ª Divisione granatieri "Littorio". Un monumento ricorda il luogo del suo assassinio, all'incrocio con la strada per Mongrando.

### Simboli
(D.P.R. del 29 dicembre 1995)

### Cammino di Oropa
Il paese ed il suo circondario sono inseriti nel percorso del "Cammino di Oropa", proveniente da Magnano e dirigentesi verso Donato ed il Santuario di Graglia.

## Società

### Evoluzione demografica
Negli ultimi cento anni, a partire dal 1921, la popolazione residente si è ridotta di due terzi.

Abitanti censiti

## Amministrazione

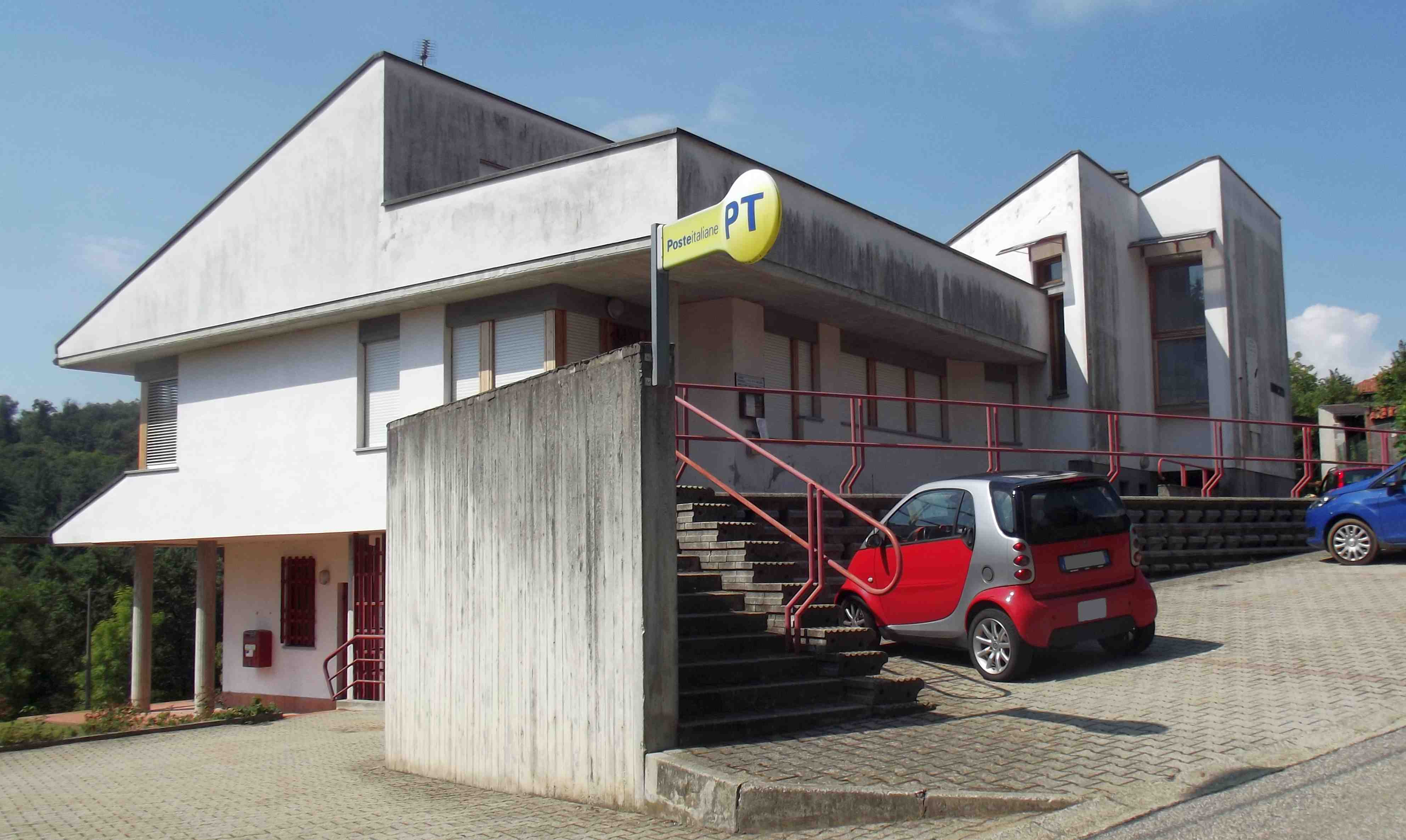
Il municipio

| Periodo | Periodo   | Primo cittadino          | Partito                           | Carica  | Note |
| ------- | --------- | ------------------------ | --------------------------------- | ------- | ---- |
| 2004    | 2009      | Vanni Boscain            | lista civica                      | Sindaco |      |
| 2009    | 2014      | Rinaldo Giovanni Finotto | lista civica Fontana in pietra    | Sindaco |      |
| 2014    | 2021      | Sandro Menaldo           | lista civica Sostieni Torrazzo    | Sindaco |      |
| 2022    | In carica | Luigi Graziano           | lista civica Insieme per Torrazzo | Sindaco |      |

### Altre formazioni amministrative
Il comune apparteneva alla Comunità montana Alta Valle Elvo, soppressa nel 2009 e confluita, insieme alla Comunità montana Bassa Valle Elvo, nella Comunità montana Valle dell'Elvo.

## Sport
Vi si trova il Bocciodromo della Serra, teatro di vari campionati nazionali e internazionali di bocce.